# Royal London Hospital for Integrated Medicine

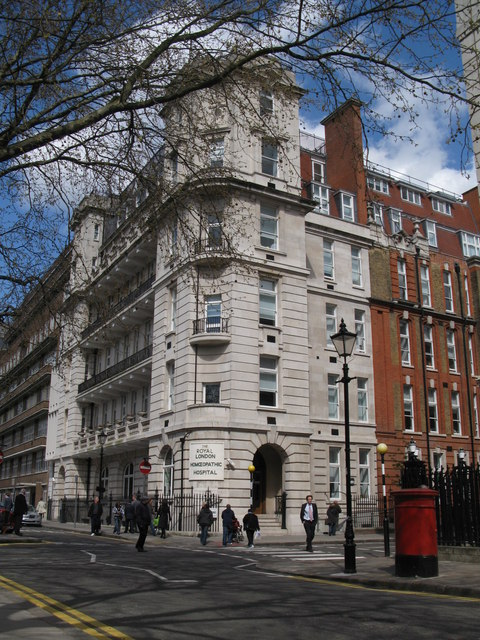
Das Krankenhaus 2009

Das Royal London Hospital for Integrated Medicine ist ein 1849 gegründetes Krankenhaus in London, das sich auf alternative Medizin spezialisiert. Es hieß bis 2010 Royal London Homoeopathic Hospital. Zu den Standardangeboten der Lehr- und Forschungsklinik gehören Homöopathie, Kraniosakraltherapie, Rheumatologie, Akupunktur, die symptomatische Behandlung der Myalgischen Enzephalomyelitis/des Chronischen Fatigue-Syndroms und einiges mehr. In der Regel erfolgen die Behandlungen ambulant.

## Geschichte
Das Krankenhaus wurde 1949 von Frederic Hervey Foster Quin am Golden Square im Londoner Stadtteil Soho gegründet. Quin war einer der ersten englischen Ärzte, die nach der Materia Medica, dem Grundlagenwerk der Homöopathie behandelten. Bereits 10 Jahre später zog die Anstalt in die Great Ormond Street um. Den Zusatz Royal bekam sie 1948 durch König George VI, der das London Homoeopathic Hospital ans Nationale Gesundheitssystem NHS anband. Seit 1982 gehört das Krankenhaus zum University College London Hospitals NHS Foundation Trust.